# Diego Mexía Felípez de Guzmán
Pour les articles homonymes, voir Guzmán.
Diego Mexia Felipez de Guzmán y Dávila (1580-1655), vicomte de Butarque et premier marquis de Leganés, était un homme politique et un militaire espagnol.

## Biographie
Il est le plus jeune fils de Diego Velázquez Dávila y Bracamonte, marquis de Loriana et de Leonor de Guzmán, tante de Gaspar de Guzmán y Pimentel, comte d'Olivares et duc de Sanlucar la Mayor, ministre et favori royal espagnol.
Pendant plus de 20 ans, à partir de 1600, il entre au service d'Albert VII dans les Pays-Bas espagnols. À la mort de celui-ci, Diego rentre en Espagne où son cousin Gaspar de Guzmán est devenu Valido. Sous son patronage, Diego devient vite très influent. Il est membre du Conseil d'État en 1626, et fait marquis de Leganés, en 1627. Il épouse la même année Polixena Spinola, la fille du très riche général Ambrogio Spinola, avant de partir en Flandre pour forcer les États provinciaux des Pays-Bas espagnols à accepter le projet de Gaspar de Guzmán d'Unión de Armas, et pourvoir aux frais de 12 000 fantassins.
À son retour, il accompagne le général Ambrogio Spinola, à La Rochelle assiégée par les français. Tous deux en profitent pour discuter de la succession du duché de Mantoue, qui conduira à la Guerre de Succession de Mantoue. Après cette mission, Diego occupe plusieurs postes politique et militaire importants dans les Pays-Bas espagnols, qui lui valent le titre de Grand d'Espagne en 1634.
Le 24 septembre 1635, il est nommé capitaine général et gouverneur du duché de Milan. Il est rapidement impliqué dans la Guerre franco-espagnole et dans la guerre civile des Piémontais contre la France, Parme, Mantoue et la Savoie. Il défait Édouard Farnès, duc de Parme et de Piacenza et le force à signer un traité de paix en 1637. Il empêche également les Français de prendre la Valteline et a remporté quelques victoires contre la Savoie.
En 1638, Diégo de Leganés conquiert Breme et Vercelli, et lance l'année suivante une grande offensive contre le Piémont. Il remporte un grand nombre de villes, mais souffre d'une cuisante défaite à proximité de Casale et échoue dans le siège de Turin en 1640.
Il est rappelé en Espagne en novembre 1641 et prend le commandement de l'armée chargée de repousser les troupes françaises et catalanes dans le soulèvement de la Catalogne. Après quelques succès dans la défense de Tarragone, il subit une nouvelle défaite à la Bataille de Lérida, qui lui vaut la disgrâce.
En 1645, Leganés fut réhabilité et nommé vice-roi de Catalogne, où il défendit victorieusement la ville de Lérida en 1646. Il resta vice-roi jusqu'en 1648.
Il fut nommé président du Conseil d'Italie en juin 1653, poste qu'il conserva jusqu'à sa mort.[réf. nécessaire]
Il mourut à Madrid le 16 février 1655.

## Mariage et descendance
Il épousa d'abord Polixena Spinola (décédée en 1639), fille d'Ambrogio Spinola. Ils ont eu deux enfants :
- Gaspar Felípez de Guzmán y Spinola, 2e marquis de Leganés (mort en 1666), gouverneur d'Oran et vice-roi de Valence.
  - Père de Diego Dávila Mesía y Guzmán, 3e marquis de Leganés (mort en 1711).
- Ambrosio Ignacio Mexía Felípez de Guzmán y Spinola (1632-1684), tuteur de Balthasar Charles, prince des Asturies. Il fut ordonné prêtre en 1656, évêque d'Oviedo en 1665, archevêque de Saint-Jacques-de-Compostelle en 1668 et archevêque de Séville en 1669.

Il épousa ensuite Juana Fernández de Córdoba y Rojas, fille de Luis Fernández de Córdoba, 6e duc de Sessa.

## Collectionneur d'art
Le marquis de Leganés était également un grand collectionneur d'art et sa collection comptait 1 100 tableaux en 1641.